# フランク・レズリー・スミス

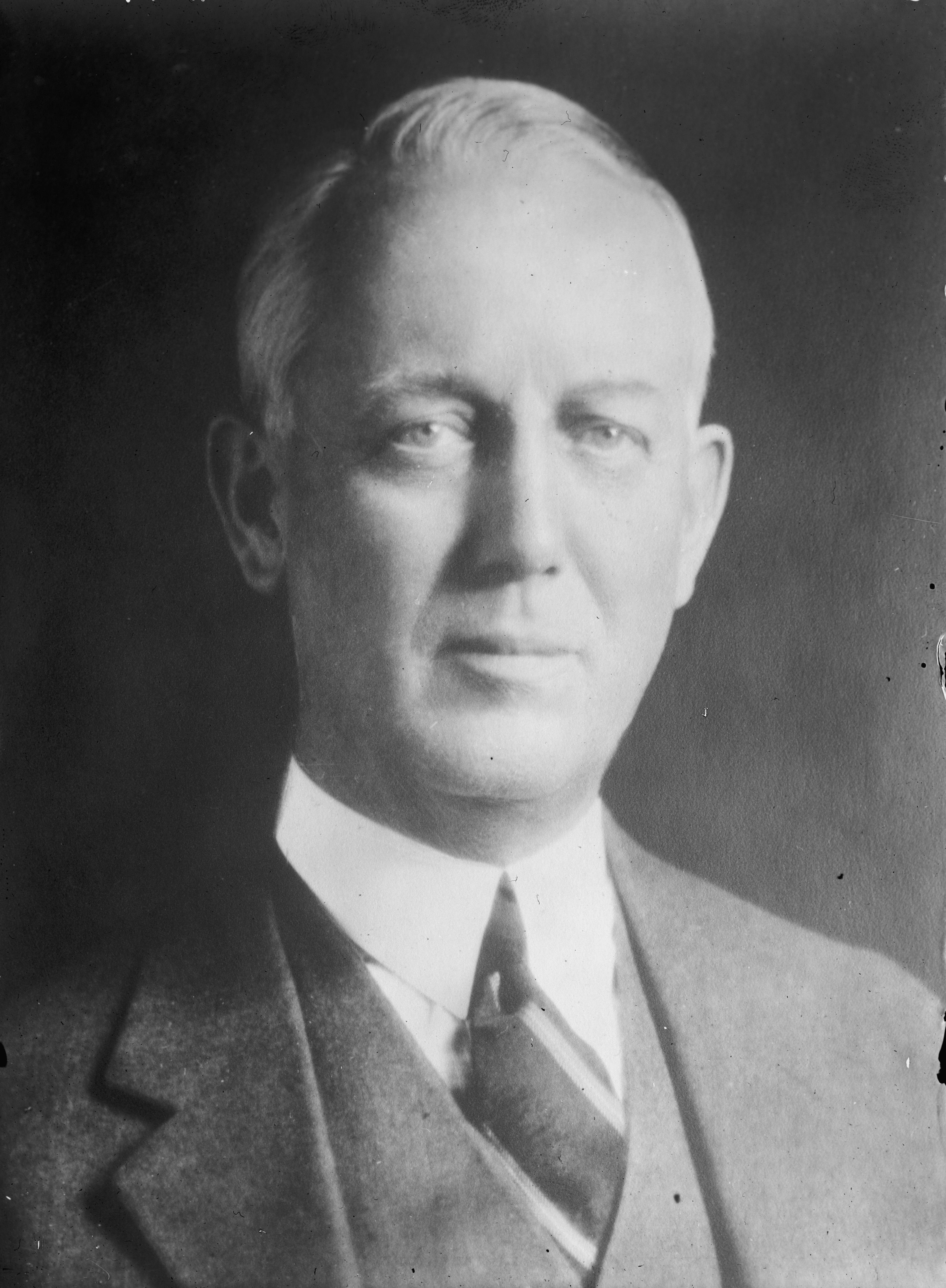
フランク・レズリー・スミス

フランク・レズリー・スミス（Frank Leslie Smith, 1867年11月24日 - 1950年8月20日）、イリノイ州の政治家である。1919年から1921年までアメリカ合衆国下院議員を務めた。1926年にイリノイ州の人民によって上院議員に選出されたが、上院は彼が議席に就くのを認めなかった。
1920年、彼は共和党からの上院議員候補者指名獲得を目指した。女性参政権が認められた最初の年であるこの年、女性票は男性票と分けて集計された。男性票の開票時、彼はウィリアム・B・マッキンリーを27,000票上回っていたが、女性票が開票されると、マッキンリーが11,000票上回った。マッキンリーは、総選挙でも勝利した。
1921年、スミスはイリノイ州通商委員会（州の公益事業を管轄）の委員長に就任した。彼は、1926年に再び上院議員選に立候補する準備をした。当時、イリノイ州には選挙資金を規制する法律が存在しなかった。スミスは、公共施設を経営した裕福な経営者数名から、寄付金（サミュエル・インスルからの125,000ドルを含む）を集めた。彼は、1926年夏に開催された共和党予備選でこの資金を使い、マッキンリーを破った。スミスは同年11月に開催された総選挙でも勝利した。
レームダックの期間が1927年3月まであったマッキンリーは、1926年12月に死去した。州知事は、マッキンリーの残りの任期を務めるようスミスを指名した。スミスは上院議員被指名者としての資格を示そうとしたが、上院は選挙戦における詐欺と汚職を根拠として、彼に上院議員資格を与えないとの票決をした。1927年3月、彼は再び選挙された上院議員としての資格を得ようとしたが、再び拒絶された。1928年2月9日、ついに彼は議員を辞した。